# روجر بينتو مولينا
روجر بينتو مولينا (بالإسبانية: Roger Pinto Molina)‏ هو سياسي بوليفي، ولد في 23 أبريل 1960 في Santa Rosa de Yacuma ‏ في بوليفيا، وتوفي في 16 أغسطس 2017 في برازيليا في البرازيل بسبب حوادث الطيران. نشط حزبياً في Nationalist Democratic Action ‏. وقد انتخب سيناتور بوليفيا.